# アルマ・マーラー
アルマ・マリア・マーラー＝ヴェルフェル（Alma Maria Mahler-Werfel, 1879年8月31日 – 1964年12月11日）は、オーストリアの作曲家グスタフ・マーラーの妻。結婚前の姓はシンドラー（Schindler）。自身も作曲を行い、16の歌曲が今日に残されている。華麗な男性遍歴で知られる。

## ミューズにしてファム・ファタル
アルマは画家エミール・ヤーコプ・シンドラー（1842年 - 1892年）の娘としてウィーンに生まれる。アルマが13歳のときに父が亡くなり、母は父の弟子のカール・モル（1861年 - 1945年）と再婚する。彼女は実父を愛した反面、養父は愛せなかったという。裕福な中流の家で、母親は芸術家サロンの主宰者であった。
アルマは少女時代から絵画、文学、哲学、作曲に才能を発揮し、美貌で多くの男性芸術家をとりこにした。世紀の変わり目に、当時新進気鋭の作曲家アレクサンダー・ツェムリンスキーに入門し、歌曲の作曲を開始する。ツェムリンスキーはアルマに恋い焦がれていたというが、実際に恋愛関係にあったか否かは定かではない。ツェムリンスキーより前には、グスタフ・クリムトとも深い仲にあったという。

## グスタフ・マーラーとの結婚
1900年11月10日に、アルマは19歳年上でウィーン宮廷歌劇場の監督だったグスタフ・マーラーと知り合う。アルマは当初、マーラーを嫌っていたという。アルマはその時、多くの男性の信奉者らに囲まれており引く手あまたであった。一方のマーラーには、女優との恋愛の噂やリハーサルでの不遜な態度という悪評が立っていた。ところがアルマはマーラーからの求愛に応えて結婚を承諾する。その際、アルマの一族や友人らからの反対は大きかった。マーラーは田舎育ちでユダヤ人、しかも多額の借金を抱えており年齢差も大きかった。またマーラー自身、アルマに献身的であることを求め、婚約時から彼女自身が作曲することを禁止するなど命令的な態度を取った。婚約はしばらくの間、秘密にされた。
当初はウィーン楽壇の将来を担う芸術家を支えることに愛を見いだしたアルマだったが、マーラーの借金、育児、互いの交友関係が合わないことなどが彼女の心労の要因となる。さらにアルマはマーラーの楽譜の清書を始め、夫の仕事を手伝う役を買って出るものの、彼女の献身的な態度をマーラーが常に尊重した訳ではなかったという。
夫婦の中が冷えきっていた折、アルマは建築家のヴァルター・グロピウスに出会い、求愛される。彼女自身、グロピウスに惹かれていたという。晩年のマーラーがアルマとの関係修復を望んでフロイトの診察を受けたというエピソードは有名である。さらにマーラーは、アルマの関心を取り戻そうとして、彼女がかつてツェムリンスキーのもとで作曲した歌曲を、自らの契約先であるウニヴェルザール出版社に持ち込んだ。
1911年2月、グスタフは数年前に診断されていた心臓欠陥に関連する感染症で重篤な状態になり、5月18日に死去。

## ヴァルター・グロピウスとの結婚
1911年に未亡人となった後、画家のオスカー・ココシュカらとも関係を深めながらも（ココシュカの油彩画「風の花嫁」は、アルマとの性交渉を赤裸々に描いた作品として有名である）、1915年8月18日に軍隊休暇中のベルリンでグロピウスと再婚した。
グロピウスとの間にもうけた娘マノンは聡明で美少女だったが、虚弱で夭逝した。マノンのことをことのほかかわいがったのが作曲家のアルバン・ベルクであり、ベルクはマノンの死後に『ある天使の追想に』の献辞を付したヴァイオリン協奏曲を作曲した。ここで「天使」と呼ばれているのがマノンにほかならない。ベルクはまだ生家が裕福だった思春期に使用人の女性に娘を身ごもらせた過去があり、その女性や娘と引き離された上、結婚相手の女性とは幸せな家庭をつくることができなかった（アルマは、晩年のベルクの不倫の恋をとりもち、後々までベルク未亡人ヘレーネの恨みを買っている）。そのことからベルクは、マノンをわが子と重ね合わせていたとされる。

## フランツ・ヴェルフェルとの結婚
軍務で不在のままだった1917年の秋、アルマはプラハ生まれの年少の詩人で作家のフランツ・ヴェルフェルとと出会い、関係を始めた。その後1929年に再々婚した。ヴェルフェルはイタリア・オペラ、とりわけヴェルディにしか興味がなく、同時代の音楽を大抵は罵倒しており、音楽的にアルマと共通する点がほとんどなかった。
1938年にオーストリアがナチス・ドイツに併合されると、ナチの手を逃れるために1940年まで南フランスのサナリ＝シュル＝メルに滞在。1940年にナチス・ドイツによるフランス占領が始まるとピレネー山脈を徒歩で超えてスペインを経由してポルトガルへ逃れ、10月にアメリカのニューヨークへ辿り着いた。その後はロサンゼルスに定住した。
アメリカ亡命後、とくにロサンゼルス時代のアルマは、自ら音楽サロンを主宰して、ストラヴィンスキー、シェーンベルク、コルンゴルトなど、ヨーロッパからの多くの亡命作曲家が出入りを重ねた。コルンゴルトがストラヴィンスキーの前でシェーンベルクのピアノ曲を暗譜で通して演奏してみせ、驚かせたというエピソードは、アルマのサロンにおいての出来事である。
ちなみに、マーラーとの間にもうけた2人の娘のうち、長女マリア・アンナは幼くしてこの世を去ったが、次女のアンナ・ユスティーネは後に彫刻家として活躍した。彼女も母と同じく多彩な恋愛遍歴で知られ、生涯に5回結婚している。2人目の夫は、アルマの依頼でマーラーの交響曲第10番の補筆を行った作曲家エルンスト・クルシェネクである。第二次世界大戦中、母親がアメリカ亡命を選んだのに対して、アンナ・ユスティーネはイギリス亡命を選んだ。
アルマ・マーラーとマノン・グロピウスが埋葬された墓は、ウィーン19区のグリンツィング墓地にある。同墓地にあるグスタフ・マーラーの墓からすぐ近い場所にあり、グスタフの墓の列から数えて10個右隣の墓の後ろの列にあたる。後ろの列の通路はコの字になっていてグスタフの墓の右側から入る通路があり、そこから数えて6番目の墓がアルマとマノンの墓である。マノン・グロピウスのみが埋葬されていた時の三角形の墓石が寝かされており、その上にアルマ・マーラー＝ヴェルフェルと書かれた墓石が建っている。

## 年表
- 1879年 誕生
- 1902年 結婚（グスタフ・マーラー）、長女マリア・アンナ（1902–1907）誕生
- 1904年 2女誕生、アンナ・ユスティーネ（1904–1988）
- 1911年 グスタフ・マーラー 死去（50歳）
- 1915年 結婚（ヴァルター・グロピウス）
- 1915年 3女誕生、マノン・グロピウス（1916–1935）
- 1918年 長男誕生、マルティン・カール・ヨハネス・グロピウス（1918–1919）
- 1920年 離婚
- 1929年 結婚（フランツ・ヴェルフェル）
- 1946年 米国市民に
- 1964年12月 死去

## アルマ・マーラーと音楽界のかかわり

### アルマ・マーラーの「証言」
アルマ・マーラーはたびたび自伝の中で、亡夫マーラーを始めとして、同時代のさまざまな作曲家・演奏家に関する「証言」を遺している。しかし、マーラーが「ブルックナーの熱心な使徒であった」など、近親者についてさえ思い違いや思い込みも少なくなく、関係の薄かった者についてとなると、中には面白半分・悪意半分の（あきらかに事実無根の）逸話を伝えている。そのため今日、心ある音楽学者や音楽評論家はアルマの発言を引用することに慎重になっている。しかし、「私が死んで50年たてば、私の時代がくるだろう。そのときリヒャルト・シュトラウスの時代が終わる」など、現在でも盛んに引用される「アルマ経由のマーラー語録」は少なくない。
また、才能ある男性にほだされやすい性格から、マーラーに接近する機会をうかがっているさまざまな男性音楽家が、利用するためにアルマに言い寄ると、そちらに肩入れして後々まで判断を誤ってしまうという欠点も持ち合わせていた。たとえばハンス・プフィッツナーをアルマは常に擁護しようとし、プフィッツナーからの攻撃によってシェーンベルクの一派に緊張が走った際にも、アルマは断固としてプフィッツナーの味方に回った。このような彼女の姿勢は、マーラーとの結婚生活が危機を迎えていた時期に、プフィッツナーが同情してくれたという想い出から出るものだった。作曲は知的な構成よりも直感と霊感が左右するとの、プフィッツナーの信念に共感を寄せたということは、アルマ自身の作品を考察する上では興味深い論点となる。

### 音楽的趣味と作品・審美眼
アルマは多感な時期に、ワーグナーの楽劇にあこがれて作曲家をめざそうとした。このように元々はオペラ少女であったが、器楽曲を知るようになってから尊敬したのがブルックナーとその交響曲だった。厳格で辛辣な教師として知られたツェムリンスキーの教えによって、ある程度まで是正されたようであるが、それでもなおアルマの音楽的な趣味や作曲の傾向が偏っていたのは否めない。同時代の音楽や当時の最先端の音楽に対する関心はあったものの、ブラームスに対する無理解や、ハイドン以前の音楽に対する関心の低さは生涯変わらなかった。
ツェムリンスキーに師事するようになってからヴェルフェルと再婚するまでの間に、アルマが断続的に作曲したのは、現在判明している限りでは歌曲しかない。自伝の中では器楽曲や室内楽の作曲にも取り組んだと訴えているが、遺品の中からつい最近に再発見されたものも含めて、現在のところ存在する作品は歌曲のみである。歌曲以外の新発見が今後全くあり得ないとは言えないものの、現在まで「物証として」判明している作品や記録が歌曲しかない以上、「器楽曲や室内楽の作曲にも取り組んだ」とする彼女の主張を補強する材料は乏しい。
アルマの作曲様式は、半音階技法や旋法性、頻繁な予備なしの転調を駆使して、機能和声法から離れようとするもので、その意味ではシェーンベルクの『グレの歌』より、和声的にさらに先を行こうとする激しい表現衝動が表れている。しかしアルマが実験的かつ意欲的に創作したのはツェムリンスキーに師事した時期の作品だけであり、マーラー没後もなお調性音楽から離れることができなかった。全生涯を通じてアルマの作曲した歌曲は、いずれもシェーンベルクの初期より先を出なかったと言わざるを得ない。旋律法において、アルマは朗々と歌い上げるような流麗な旋律を書くよりも、語の抑揚にしたがうことを好んでいる。
一方、アルマは同時代の音楽にも一定の理解と関心を保ち、新音楽の価値については慧眼ぶりを発揮した。夫マーラーが冷淡だったフランス音楽（とりわけドビュッシーとラヴェルの管弦楽曲）やストラヴィンスキーの（三大バレエ以降の）作品、シェーンベルクの初期作品のいくつかに、アルマは称賛を惜しまなかった。また、絶対音感と卓越したソルフェージュ能力に恵まれており、シェーンベルクが自作の無調の歌曲『心のしげみ』作品20をたずさえてアルマを訪問した際に、アルマはその自筆譜を視唱し、作曲者を驚嘆させたといわれる。

## 歌曲作品一覧
- Die stille Stadt（静かな街）
- In meiner Vaters Garten（私の父の花園にて）
- Laue Sommernacht（なま暖かい夏の夜を待ちわびて）
- Bei dir ist es traut（あなたの傍では心おきなく）
- Ich wandle unter Blumen（私は花の下をさすらう）

以上は1910年に出版。
- Licht in der Nacht（夜に光を）
- Waldeinsamkeit（森の孤独）
- Ansturm（激情）
- Erntelied（収穫の歌）

以上は1915年に出版。
- Hymne（賛歌）
- Ekstase（恍惚）
- Der Erkennende（見分ける）
- Lobegesang（頌歌）
- Hymne an die Nacht（夜への賛歌）

以上は1924年に出版。
- Leise weht ein erstes Blühn（静かに落ちる最初の花）
- Kennst du meine Nächte?（私の夜を知っていますか）

## アルマ・マーラーに関する書籍

### 本人の著書
『マーラー 愛と苦悩の回想』と『グスタフ・マーラー 回想と手紙』の原書は同じもの（Gustav Mahler: Erinnerungen und Briefe）である。なお、『わが愛の遍歴』の原題は"Mein Leben"。
- 『わが愛の遍歴』（塚越敏、宮下啓三訳/筑摩書房/1963年）
- 『マーラー 愛と苦悩の回想』（石井宏訳/音楽之友社/1971年） ※1987年、中公文庫に収録された際に『グスタフ・マーラー 愛と苦悩の回想』と改題。
- 『グスタフ・マーラー 回想と手紙』（酒田健一訳/白水社/1973年） ※1999年に同社から復刊された際、『マーラーの思い出』と改題。

### その他
- フランソワーズ・ジルー『アルマ・マーラー ウィーン式恋愛術』（山口昌子訳/河出書房新社/1989年）
- ベルント・W.ヴェスリング『アルマ・マーラー華麗な生涯』（石田一志、松尾直美訳/音楽之友社/1989年）

## アルマ・マーラーを扱った作品
- 『マーラー 君に捧げるアダージョ』 - 2010年のドイツ・オーストリア合作映画。パーシー・アドロン、フェリックス・アドロン監督。
- 『ALMA』-ココシュカとの愛を中心に描いた白神貴士の戯曲（2010年）
- 『Alma』-上記戯曲のpersona blancaによる公演動画（2010年）